# Ernst Wilhelm Wolf
Ernst Wilhelm Wolf (25. února 1735, Großenbehringen – 1. prosince 1792, Výmar), německý koncertní mistr, skladatel a hudební teoretik.

## Život
Ernst Wilhelm Wolf se narodil v Großenbehringen v Durynsku. Hudební talent Ernsta Wilhelma se projevil velmi brzy, již v devíti letech byl zručným cembalistou, který velmi dobře zvládal basso continuo. Také jeho starší bratr Friedrich byl hudebním skladatelem a varhaníkem, žákem kapelníka Gottfrieda Heinricha Stölzela.
Ernst Wilhelm Wolf navštěvoval gymnázia v Eisenachu a v Gotě. V roce 1755 odešel studovat na universitu v Jeně. Zde se převážně zabýval hudbou a protože již v Gotě pracoval jako regenschori, mohl své zkušenosti uplatnit při vedení jenského Collegium musicum. Zároveň tím získal příležitost uvést také vlastní skladby. Po třech letech působení v Jeně odešel v roce 1758 do Lipska a poté do Naumburgu, kde byl učitelem hudby v rodině von Ponickau.
Později Ernst Wilhelm Wolf přesídlil do Výmaru, kde již zůstal až do své smrti. Zde byl nejdříve zaměstnán jako učitel hudby v knížecí rodině Braunschweig-Wolfenbüttel, pak se stal (1761) dvorním koncertním mistrem, varhanikem (1763) a nakonec kapelníkem knížecího orchestru. V roce 1770 se Ernst Wolf oženil s Marií Carolinou Bendovou, dcerou slavného českého houslisty Františka Bendy. Marie Carolina byla zpěvačkou a cembalistkou. Manželé spolu uspořádali úspěšné koncertní turné k berlínskému dvoru a Fridrich II. Veliký mu nabídnul místo uvolněné po odchodu Carla Philippa Emanuela Bacha, ale Wolf patrně na manželčino naléhání nabídku odmítl. Na závěr života přestával být Ernst Wilhelm Wolf aktivním a často upadal do duševních krizí. Po přetrpěné mozkové mrtvici se jeho zdraví stále zhoršovalo a na konci roku 1792 ve Výmaru zemřel.

## Dílo
Ernst Wilhelm Wolf složil
- 20 oper, oratorií a kantát
  -  Das Gärtnermädchen (1769)
  - Das Rosenfest (1772)
  - Die Dorfdeputieren (1772)
  - Die treuen Köhler (1772 )
  - Der Abend im Walde (1773)
  - Das grosse Los (1774)
  - Ehrlichkeit und Liebe (1776)
  - Le Monde de la lune (?)
  - Alceste (1780)

- 15 symfonií
  - Symphony in E flat major, nahrávka Naxos 8.557132
  - Symphony in F major, nahrávka Naxos 8.557132
  - Symphony in C major, nahrávka Naxos 8.557132
  - Symphony in D major, nahrávka Naxos 8.557132
  - Symphony in E minor, nahrávka Capriccio C71128
  - Symphony in G major, nahrávka Capriccio C71128
- 17 smyčcových kvartetů
- 18 klavírních koncertů
  - Piano Concerto No. 1 in G major, nahrávka Capriccio C67002
- 2 houslové koncerty
- Dále 70 sonát pro cembalo nebo klavír